# Hydractinia minoi
Hydractinia minoi är en nässeldjursart som först beskrevs av Alcock 1892.  Hydractinia minoi ingår i släktet Hydractinia och familjen Hydractiniidae. Inga underarter finns listade i Catalogue of Life.